# Leitos
Segons la mitologia grega, Leitos o Leit (en grec antic: Λήϊτος) va ser un cabdill tebà fill d'Alèctor.
Figura en la llista dels argonautes. Com a pretendent d'Helena, va anar a la guerra de Troia al capdavant d'un destacament de Tebes. La Ilíada explica que va matar vint enemics, i tombà el troià Fílac. Va caure ferit per Hèctor. Leitos va ser un dels set herois aqueus davant els quals es va presentar Posidó per incitar-los a plantar cara als troians que atacaven les naus gregues. Els altres herois eren Toant, Teucre, Meríones, Antíloc, Penèleos i Deípil. Acabada la guerra, va portar les cendres d'Arcesilau cap a Beòcia i les va enterrar prop de la ciutat de Lebadea.